# Смерть Артемио Круса
«Смерть Арте́мио Кру́са» (исп. La muerte de Artemio Cruz) — роман мексиканского писателя Карлоса Фуэнтеса, опубликованный в 1962 году. В этой книге Карлос Фуэнтес дает обзор мучительной политической и экономической истории современной Мексики. «Смерть Артемио Круса» — самое значительное произведение писателя. Это история вышедшего из низов молодого идеалиста-революционера, превратившегося в одного из богатейших и влиятельнейших людей капиталистической Мексики; история главного героя отражает смерть революционных идеалов и превращение революции в диктатуру в ходе революции и гражданской войны.

## Сюжет
«Смерть Артемио Круса» — эпическое повествование со множеством событий и действующих лиц, однако, центральный персонаж — это умирающий мультимиллионер Артемио Крус, а единственное событие, к которому приковано внимание автора — его жизнь, которую он вспоминает, будучи близок к смерти.
На смертном одре герой романа вспоминает самые важные этапы своей жизни, особенно времена мексиканской революции. После этой борьбы он постепенно теряет свои идеалы и любовь единственной женщины, которая действительно любила его. Потом он женился на дочери землевладельца и использовал связи её семьи для накопления огромного богатства. Человек дурной славы, дерзкий, испорченный, предавший собственные идеалы, Артемио Крус представляет собой парадоксы новейшей истории Мексики, её политической системы, привычки среднего и высшего правящего классов.

## Критика
Роман интроспективен, поскольку герой погружен в лихорадочный самоанализ, и одновременно ретроспективен потому, что главный герой может смотреть только назад, его ожидает лишь смерть.
Автор дробит повествование на отдельные эпизоды по годам и главам в лихорадочной последовательности, где самая отдаленная дата — день рождения Круса — оказывается в романе последней. Повествование ведется попеременно от первого, третьего и второго лица: первому лицу соответствует время агонии Артемио; в третьем лице герой вспоминает события прошлого; во втором лице Артемио Крус обращается к самому себе от имени своего подлинного «я», осуждая прожитую жизнь.